# 魔術盒球場
魔術盒球場（西班牙文：Caja Mágica），坐落於西班牙馬德里曼薩納雷斯公園，被使用於舉辦馬德里大師賽。